# Confine tra Algeria e Sahara Occidentale
Il confine tra l'Algeria e il Sahara occidentale è lungo 41 km e parte dal triplice confine con il Marocco a nord fino al triplice confine con la Mauritania a sud.

## Descrizione
Il confine è costituito da una breve linea attraverso il deserto del Sahara in direzione nord-sud collegando i triplici confini marocchino e mauritano.

## Storia
La Francia occupò gran parte delle zone costiere settentrionali dell'Algeria nel periodo 1830-47, che fino a quel momento erano stata assoggettate al controllo nominale dell'Impero Ottomano. Il confine emerse durante la "Spartizione dell'Africa" in un periodo caratterizzato da un'intensa competizione tra le potenze europee nel tardo XIX secolo per il controllo dei territori in Africa. Il processo culminò nella Conferenza di Berlino del 1884, in cui le nazioni europee che erano interessate concordarono sulle rispettive rivendicazioni territoriali e sulle regole per gli impegni futuri. Come risultato di tale processo, la Spagna annunciò la sua intenzione di dichiarare un protettorato sulla costa nord-occidentale dell'Africa tra Capo Bojador e Ras Nouadhibou (Capo Blanco / Cap Blanc), creato formalmente come colonia di Río de Oro l'anno successivo. 

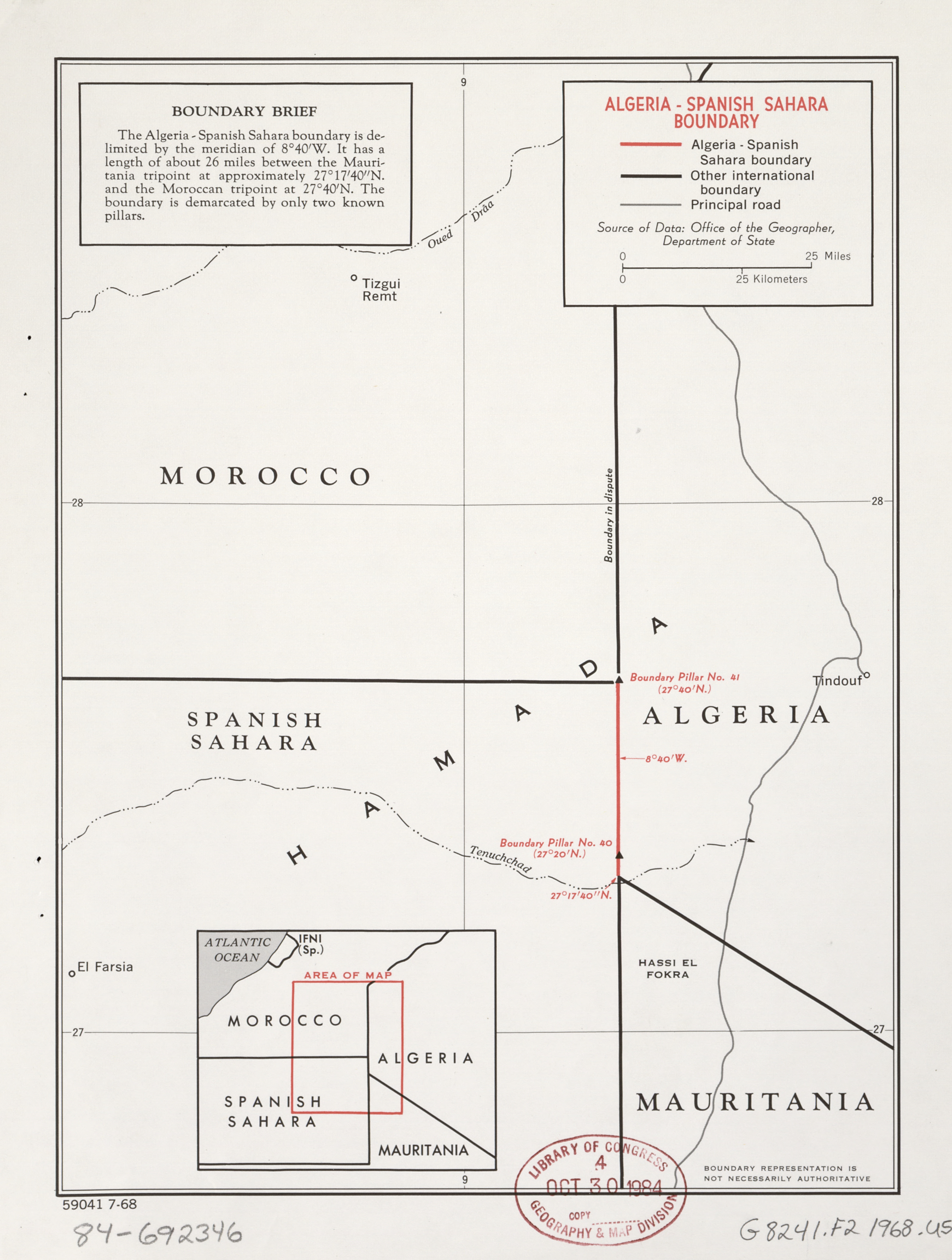
Mappa del confine tra l'Algeria e il Sahara occidentale

 Il 27 giugno 1900 Francia e Spagna firmarono un trattato per la creazione di un confine tra Rio de Oro e l'Africa Occidentale Francese, a partire da Ras Nouadhibou e terminante all'incrocio del 12º meridiano ovest e il 26º parallelo nord (ovvero la gran parte dell'attuale confine tra l'attuale Mauritania e il Sahara Occidentale). Questo confine fu poi esteso con un trattato del 3 ottobre 1904 a nord fino a ciò che è adesso la triplice frontiera con l'Algeria e poi a ovest lungo il parallelo di 27° 40'N, dove quest'ultima linea forma il moderno confine tra il Marocco e il Sahara Occidentale; il nuovo territorio spagnolo così formato fu chiamato Saguia el-Hamra.  Nel frattempo le aree sahariane dell'Algeria furono annesse alla Francia nel 1902. Un confine tra l'Africa occidentale francese e l'Algeria francese fu concordato il 7 giugno 1905 dal comandante dell'Alto Senegal e del Niger e dal comandante militare del Dipartimento de l'Oasis all'interno dell'Algeria francese, creando così formalmente una breve frontiera algerina con la spagnola Saguia el-Hamra. Un altro trattato franco-spagnolo fu firmato il 27 novembre 1912 per creare un protettorato francese su gran parte del Marocco, cedendo parti del paese alla Spagna: il litorale mediterraneo (la "Zona settentrionale", o più comunemente il Marocco spagnolo), l'esclave di Ifni e la Striscia di Capo Juby / Tarfaya (detta anche "Zona meridionale"), quest'ultima che forma ciò che oggi è l'estremo sud del Marocco vero e proprio, tra il fiume Draa e il confine di Saguia el-Hamra a 27° 40'N concordato nel 1904. L'intero confine dell'Africa occidentale francese / Algeria francese-Saguia el Hamara / Rio de Oro è stato confermato dal trattato il 19 dicembre 1956, con Francia e Spagna che lo delimitarono con diversi pilastri sul terreno l'anno seguente. 
Dal 1946 al 1958 il Marocco spagnolo, la Striscia di Tarfaya, Ifni, Rio de Oro e Saguia el Hamra furono unite come Africa occidentale spagnola. Il Marocco ottenne l'indipendenza dalla Francia nel 1956 e, ispirato dall'idea di creare un "Grande Marocco", rivendicò tutta l'Africa occidentale spagnola come terra marocchina. Nel 1958 la Spagna unì Rio de Oro e Saguia el-Hamara come Sahara spagnolo. Il Marocco rivolese i suoi interessi al Sahara spagnolo, ma anche la Mauritania (indipendente dal 1960) rivendicando l'ex colonia di Rio de Oro come parte della "Grande Mauritania". L'Algeria aveva ottenuto l'indipendenza dalla Francia nel 1962 in seguito alla guerra d'Algeria. I nazionalisti saharawi avevano nel frattempo formato il Fronte Polisario, cercando di ottenere l'indipendenza per tutto il Sahara spagnolo come Sahara occidentale, e iniziando una campagna di guerriglia di bassa intensità. La Corte internazionale di giustizia ha dichiarato nell'ottobre 1975 che né il Marocco né la Mauritania avrebbero potuto avere delle pretesi sul Sahara Occidentale abbastanza forti da giustificare l'annessione, e che il popolo Saharawi avrebbe dovuto avere il permesso di determinare il proprio futuro. Il Marocco da allora in poi cercò di risolvere la questione per via militare e nel novembre 1975 condusse la "Marcia verde", in cui migliaia di soldati e nazionalisti marocchini attraversarono con la forza il confine tra Marocco e Sahara spagnolo. Il dittatore spagnolo Francisco Franco era in quel momento vicino alla morte e il paese non era disposto a rispondere militarmente in un momento così delicato, desideroso di evitare un tipo di guerra coloniale prolungata che aveva tormentato il Portogallo nelle sue colonie africane. La Spagna ha quindi firmato un trattato con il Marocco e la Mauritania, dividendo il Sahara spagnolo all'incirca in due, con circa due terzi a favore del Marocco. Il Marocco da allora in poi assorbì la propria sezione in Marocco e il confine Algeria-Sahara occidentale divenne effettivamente una continuazione del confine Algeria-Marocco. Le forze del Polisario dichiararono la Repubblica Araba Democratica Saharawi basata sui confini del Sahara spagnolo, iniziando così una lunga guerra contro il Marocco e la Mauritania. Non volendo continuare il conflitto, la Mauritania si ritirò dalla propria zona nel 1979, che fu poi annessa dal Marocco. L'Algeria si è opposta all'annessione e ha fornito riparo sul suo territorio alle milizie nazionaliste saharawi del Polisario e ai rifugiati saharawi, in particolare intorno alla città di Tindouf. 
Negli anni '80 il Marocco, nel tentativo di controllare il territorio e ostacolare il Fronte Polisario, iniziò a costruire una serie di muri elaborati (o "berm"), completando infine il muro marocchino del Sahara occidentale nel 1987. Il Marocco e il Polisario hanno firmato un accordo di cessate il fuoco nel 1991 ponendo fine alla guerra; il Marocco ha mantenuto il controllo delle aree a ovest del muro (circa l'80% del Sahara occidentale), con il Polisario che controlla quelle a est, compreso il confine con l'Algeria. Al momento la disputa territoriale rimane irrisolta.